# Eriopyga rhodohoria
Eriopyga rhodohoria är en fjärilsart som beskrevs av Dyar 1916. Eriopyga rhodohoria ingår i släktet Eriopyga och familjen nattflyn. Inga underarter finns listade i Catalogue of Life.